# Панола (трубопровід для ЗВГ)
Панола (трубопровід для ЗВГ) – трубопровідна система, котра подає зріджені вуглеводневі гази до центру фракціонування в Монт-Белв'ю.
Трубопровід, призначений для вивозу суміші нефракціонованих ЗВГ із ряду районів на сході Техасу, починається в районі міста Картедж у окрузі Панола. Станом на середину 2010-х років він мав довжину у 181 милю та пропускну здатність 50 тисяч барелів на добу на ділянці від Картеджу до Лафкіна та 60 тисяч барелів від Лафкіна до Монт-Белв’ю.
Враховуючи зростання видобутку вуглеводнів та , відповідно, попиту на їх транспортування, власник трубопроводу компанія Enterprise Products вирішила збільшити його потужність, для чого залучила ще трьох партнерів – Anadarko Petroleum, DCP Midstream and MarkWest Energy (кожен з них отримав по 15% участі в трубопроводі). Від Картеджу до Лафкіна проклали лупінг діаметром 250 мм з початковою пропускною здатністю у 50 тисяч барелів, яка, втім, може бути збільшена до 100 тисяч барелів. При цьому на ділянці від Лафкіна до Монт-Белв’ю завдяки встановленню додаткових насосних потужностей пропускну здатність довели до 100 тисяч барелів на добу. Загальна довжина системи при цьому досягла 249 миль.
В районі Лафкіна можливо передавати ЗВГ до трубопровідної системи West Texas LPG, котра так само прямує до Монт-Белв'ю. Крім того, у Лафкіні планується створити інтерконектор, через який вуглеводні будуть подаватись на схід, на установки фракціонування в Луїзіані.